# Příbram na Moravě
Příbram na Moravě település Csehországban, a Brno-vidéki járásban. Příbram na Moravě Rosice, Babice u Rosic, Újezd u Rosic, Zbraslav, Zakřany, Vysoké Popovice, Zastávka és Litostrov településekkel határos. Lakosainak száma 644 fő (2024. január 1.).

## Népesség
A település lakosságának változását az alábbi diagram mutatja:
| Lakosok száma | 595  | 894  | 1065 | 988  | 758  | 559  | 624  | 649  | 646  | 644  |
|               | 1869 | 1900 | 1921 | 1961 | 1980 | 2011 | 2016 | 2019 | 2021 | 2024 |